# Toyota Avalon
Toyota Avalon — полноразмерный автомобиль, выпускающийся компанией Toyota с 1995 года. Производится на заводе Toyota в США, и является флагманским седаном от компании в США, Канаде и на Ближнем Востоке. До июля 2005 года автомобиль продавался и на австралийском рынке, однако в ноябре 2006 года его сменила Toyota Aurion. Впервые Toyota Avalon появились в Джорджтауне (штат Кентукки) 21 февраля 1994 как автомобиль 1995 модельного года. Второе поколение модели было представлено в Соединённых Штатах и Японии в 1999 году. В 2000 году на автомобиль стала устанавливаться навигационная система с сенсорным управлением.
Avalon заполнил пробел в модельном ряду Тойоты, образовавшийся после снятия с производства модели Toyota Cressida на американском рынке в 1992 году. Хотя Cressida была автомобилем заднеприводным, Авалон — переднеприводной автомобиль с двигателем V6.

## Первое поколение
В 1995 году Avalon был представлен как абсолютно новый автомобиль, построенный на платформе Camry. На автомобиль устанавливался 3-литровый двигатель 1MZ-FE V6, развивающий 192 л. с. (140 кВт) и 285 Н·м крутящего момента.

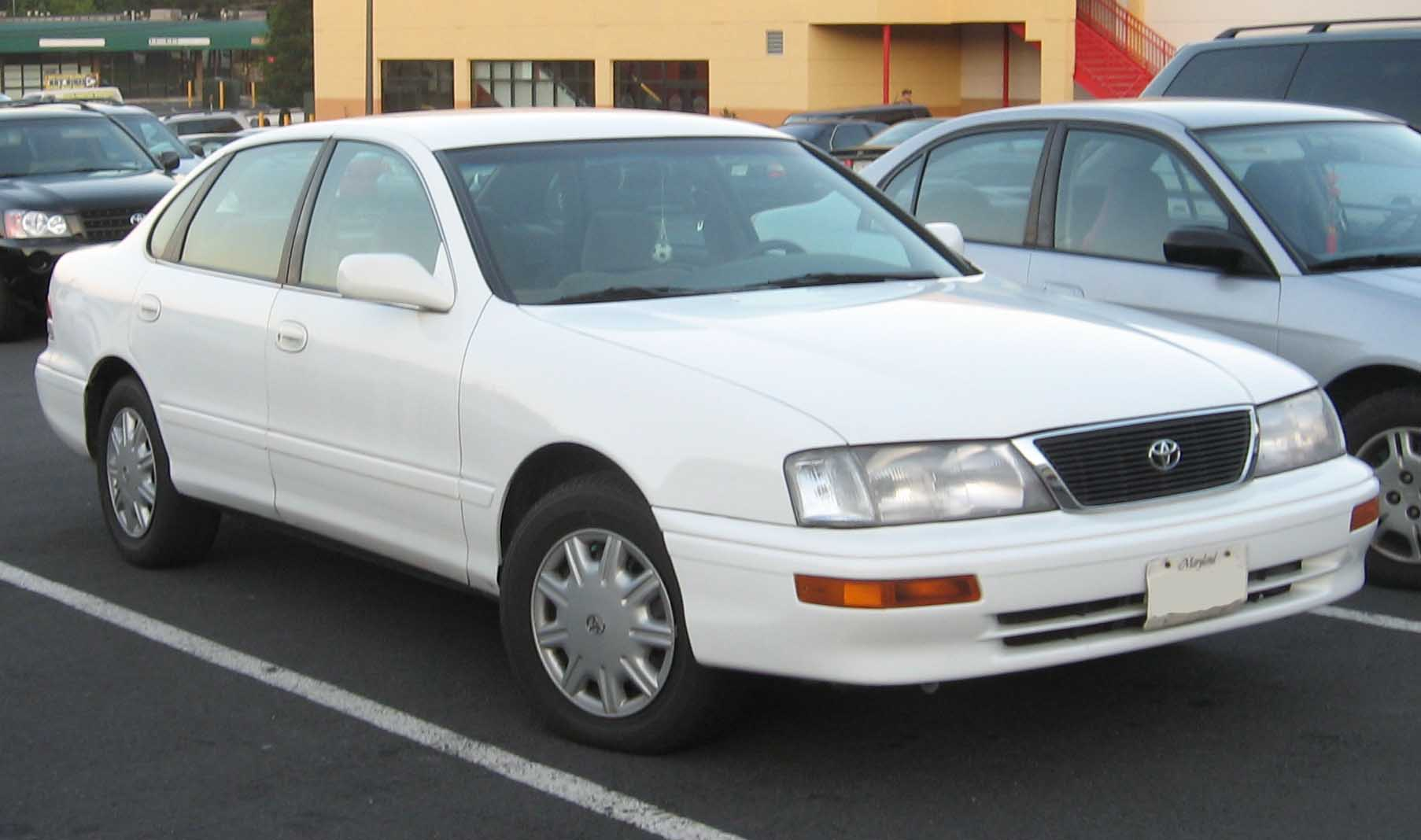
1995-1997 Toyota Avalon

После небольшого обновления в 1997 году антиблокировочная система стала входить в стандартную комплектацию, а также двигатель Avalon был форсирован до 200 л. с. (150 кВт), а крутящий момент увеличился до 290 Н·м. В 1998 году структура кузова Авалона была изменена в целях повышения безопасности.

## Второе поколение
Во втором поколении Avalon подрос почти по всем показателям. Он по-прежнему был основан на платформе Camry; на автомобиль устанавливался модернизированный двигатель 3,0 л 1MZ-FE V6, оснащённый системой VVT-I, благодаря которой он стал развивать 213 л. с.

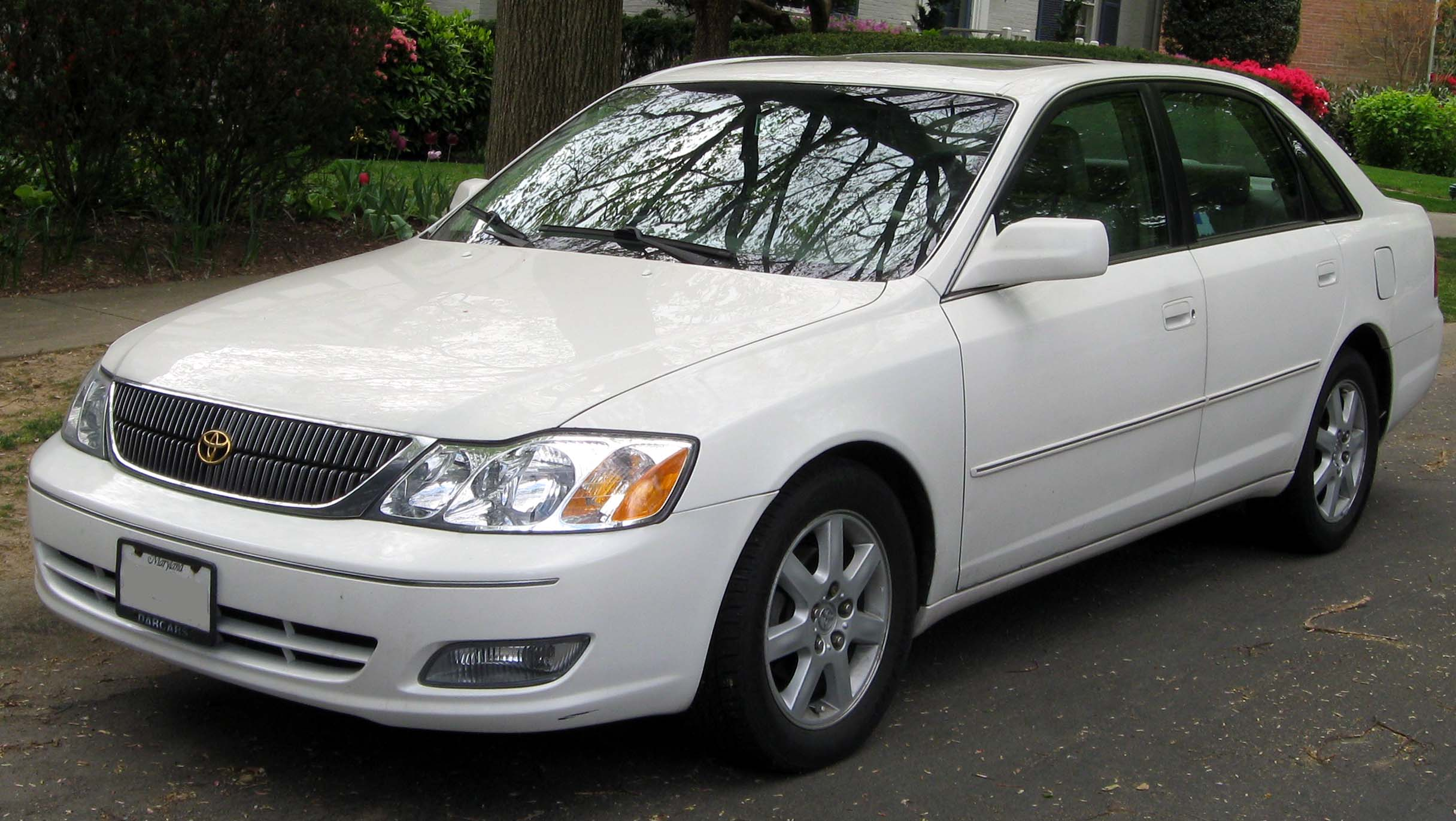
2000-2002 Toyota Avalon

Avalon продавался в двух комплектациях — XL и XLS. Стандартное оснащение включало электролюминесцентный экран Optitron, антиблокировочную систему, передние подушки безопасности. Опционально можно было заказать более продвинутую аудиосистему, 16″ колёсные диски и т. д.
В 2003 году Avalon был немного модернизирован. Слегка изменился дизайн — автомобиль получил новую решётку радиатора, фары и задние фонари; был расширен список стандартного оснащения.
На японском рынке Avalon продавался как Toyota Pronard, однако из-за плохих продаж, поставки автомобиля в Японию вскоре были прекращены.

## Третье поколение

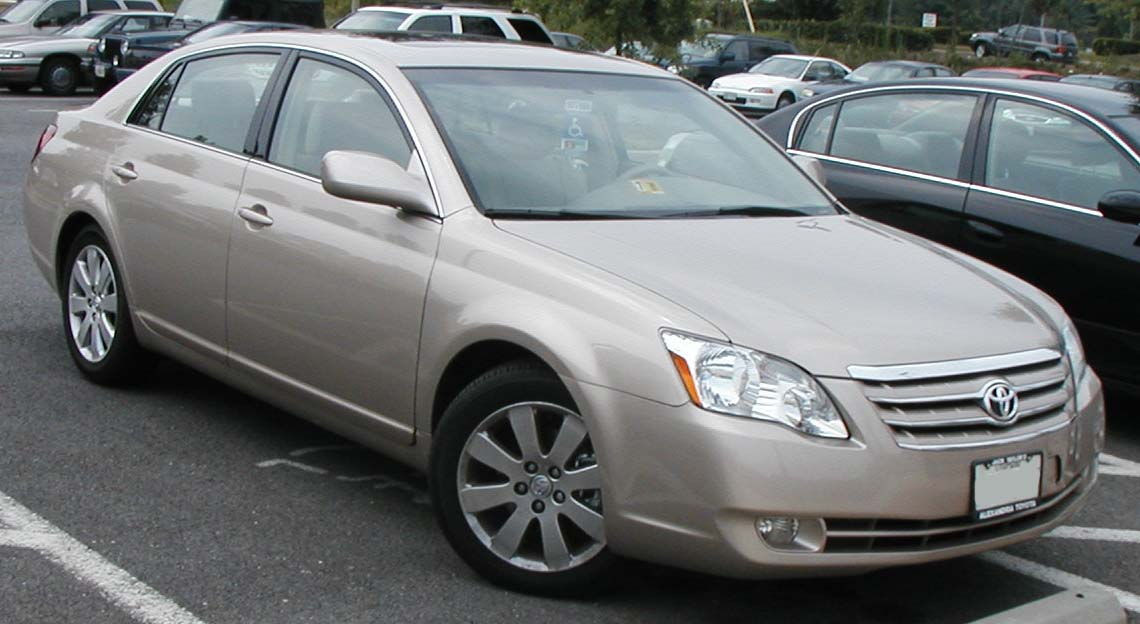
2005 Toyota Avalon

Третье поколение Avalon дебютировало на Детройтском автосалоне 2005 года. Дизайн автомобиля был обновлён полностью. Впервые на Avalon стал устанавливаться двигатель Dual VVT-I 3,5 2GR-FE V6, развивающий 268 л. с. (209 кВт). С ним устанавливалась 5-ступенчатая АКПП и 6-ступенчатая АКПП.
В базовую комплектацию XL входят двухзонный климат-контроль, отделка деревом. В XLS входят CD-чейнджер на 6 дисков, а также боковые подушки безопасности. В элитной комплектации Limited предлагаются вентилируемые сиденья с электроприводом, система запуска двигателя без ключа, датчик дождя и аудиосистема JBL. в спортивной комплектации Touring устанавливается чёрный кожаный салон

## Продажи вСША
| Календарный год | Продано |
| --------------- | ------- |
| 2000            | 104,078 |
| 2001            | 83,005  |
| 2002            | 69,029  |
| 2003            | 50,911  |
| 2004            | 36,460  |
| 2005            | 95,318  |
| 2006            | 88,938  |
| 2007            | 72,945  |
| 2008            | 42,790  |
| 2009            | 26,935  |
| 2010            | 28,390  |
| 2011            | 28,925  |
| 2012            | 29,556  |
| всего           | 757,280 |